# 1 lipca
1 lipca jest 182. (w latach przestępnych 183.) dniem w kalendarzu gregoriańskim. Do końca roku pozostaje 183 dni. O godzinie 24:00 w nocy z 1 na 2 lipca mija połowa roku przestępnego.

## Święta
- Imieniny obchodzą: Aaron, Bogusław, Domicjan, Domicjana, Ekhard, Gaweł, Halina, Jakert, Julian, Karolina, Klarysa, Marcin, Marian, Namir, Oliwer, Otto, Otton, Szymon i Teodoryk.
- Antyle Holenderskie – Dzień Emancypacji
- Burundi, Rwanda – Święto Niepodległości
- Ghana, Somalia – Święto Republiki
- Kanada – Święto Kanady
- Międzynarodowe – Światowy Dzień Architektury (od 1996 obchodzone w niektórych krajach w pierwszy poniedziałek października[1] przeniesione przez Międzynarodową Unię Architektów)
- Polska
  - Dzień Psa (ang. National Dog Day obchodzony 26 sierpnia)
  - Święto Dowództwa Operacyjnego Sił Zbrojnych (w rocznicę przejęcia przez Dowództwo Operacyjne dowodzenia Siłami Zbrojnymi RP w 2005)[2]
- Wspomnienia i święta w Kościele katolickim[3][4][5] obchodzą:
  - bł. Ignacy Falzon, prezbiter,
  - św. Otton z Bambergu, biskup,
  - św. Halina z Koryntu, dziewica i męczennica,
  - Uroczystość Przenajdroższej Krwi Chrystusa (w rycie trydenckim)

## Wydarzenia w Polsce

Si Deus nobiscum, quis contra nos – godło i dewiza Rzeczypospolitej Obojga Narodów

- 1566 – Przywilejem Zygmunta II Augusta został wprowadzony w życie nowy Statut Wielkiego Księstwa Litewskiego.
- 1569 – Zaprzysiężono unię polsko-litewską w Lublinie, powstała Rzeczpospolita Obojga Narodów. Polska i Litwa stały się jednym państwem ze wspólnym Sejmem i Senatem.
- 1578 – Kanclerz wielki koronny Jan Zamoyski i włoski architekt Bernardo Morando podpisali we Lwowie umowę dotyczącą budowy Zamościa.
- 1592 – Margrabia Zygmunt Gonzaga Myszkowski założył Mirów (obecnie część Pińczowa).
- 1656 – Potop szwedzki: polskie wojska koronne i masy chłopskie odbiły po oblężeniu Warszawę z rąk szwedzkich.
- 1791 – Polska nawiązała stosunki dyplomatyczne z Marokiem.
- 1794 – Ukazało się pierwsze wydanie „Gazety Rządowej”.
- 1809 – Wojna polsko-austriacka: stoczono bitwę pod Jezierną.
- 1812:
  - Inwazja na Rosję: zwycięstwo wojsk napoleońskich w bitwie pod Powiewiórką.
  - Napoleon Bonaparte powołał Komisję Rządu Tymczasowego Wielkiego Księstwa Litewskiego.
- 1825 – Został wydany dekret carski o utworzeniu Warszawskiej Szkoły Rabinów.
- 1853 – Fryderyk Tobiaszek został prezydentem Krakowa.
- 1859 – We Lwowie ukazało się pierwsze wydanie czasopisma „Dzwonek: pismo dla ludu”.
- 1866 – Powstała Ochotnicza Straż Pożarna w Chojnicach.
- 1870 – Gdańsk i Sopot zostały połączone linią kolejową.
- 1906 – Otwarto molo w Międzyzdrojach.
- 1915 – Zawiercie uzyskało prawa miejskie.
- 1917 – I wojna światowa: armia rosyjska rozpoczęła na terenie Galicji ostatnią wielką tzw. ofensywę Kiereńskiego przeciwko wojskom niemieckim i austro-węgierskim.
- 1920 – Powołano Radę Obrony Państwa.
- 1921:
  - Założono Gdańską Giełdę Papierów Wartościowych i Dewiz.
  - Zatwierdzono statut Towarzystwa Szkoły Białoruskiej.
- 1926 – Oliwa została przyłączona do Gdańska.
- 1930 – Archiwum Wojskowe przemianowano na Archiwum Akt Nowych w Warszawie.
- 1936 – Weszła w życie ustawa Prawo wekslowe.
- 1938 – Rozpoczęła działalność rozgłośnia Polskiego Radia w Baranowiczach.
- 1940 – W byłej fabryce włókienniczej Samuela Abbego, położonej u zbiegu obecnych ulic Zgierskiej i gen. Józefa Sowińskiego w Łodzi, Niemcy utworzyli więzienie policyjne Radogoszcz.
- 1945:
  - Kudowa-Zdrój, Polanica-Zdrój i Szczawno-Zdrój otrzymały prawa miejskie.
  - W związku z bezprawnym, przejmowaniem władzy w Polsce przez zawiązane pod patronatem ZSRR władze komunistyczne, Rada Jedności Narodowej ogłosiła Testament Polski Walczącej i podjęła decyzję o samorozwiązaniu. Autorem tekstu był ostatni Delegat Rządu na Kraj, poeta Jerzy Braun.
- 1949 – Żarki odzyskały prawa miejskie.
- 1952 – Założono przedsiębiorstwo Gdańska Stocznia „Remontowa”.
- 1953 – Założono Zespół Pieśni i Tańca „Śląsk”
- 1957 – Rozpoczęto wydobycie w KWK „Halemba” w Rudzie Śląskiej.
- 1962 – Wisła uzyskała prawa miejskie.
- 1967 – W fabryce w Sanoku rozpoczęto produkcję autobusu San H100.
- 1971 – Program I Polskiego Radia wyemitował premierowe wydanie audycji Lato z Radiem.
- 1980 – Wprowadzono podwyżki cen mięsa i jego przetworów, co doprowadziło do fali strajków.
- 1983 – Założono Muzeum Łowiectwa i Jeździectwa w Warszawie.
- 1994 – Drobin i Osiek odzyskały prawa miejskie.
- 1996 – Utworzono Narwiański Park Narodowy i Park Narodowy „Bory Tucholskie”.
- 2001 – Utworzono Park Narodowy „Ujście Warty”.
- 2005 – We Włodowie koło Dobrego Miasta został zlinczowany recydywista Józef Ciechanowicz ps. „Ciechanek”, który groził mieszkańcom maczetą.
- 2007 – W związku z procesem liberalizacji rynku energii elektrycznej ponad 15 mln odbiorców uzyskało prawo wyboru dostawcy (sprzedawcy) energii.
- 2011 – Początek półrocznej polskiej prezydencji w Radzie UE.
- 2017 – Wybuchł pożar w wieży katedry Wniebowzięcia Najświętszej Maryi Panny w Gorzowie Wielkopolskim.

## Wydarzenia na świecie
- 69 – Rzymskie oddziały w Egipcie obwołały cesarzem Wespazjana.
- 1097 – I wyprawa krzyżowa: zwycięstwo krzyżowców w bitwie pod Doryleum.
- 1431 – Rekonkwista: zwycięstwo wojsk kastylijskich nad muzułmańskimi w bitwie pod La Higueruela.
- 1440 – Pietro Barbo (przyszły papież Paweł II) został mianowany kardynałem przez papieża Eugeniusza IV.
- 1523 – W Brukseli zostali spaleni na stosie zwolennicy reformacji Johann Esch i Hendrik Voes.
- 1527 – Założono uniwersytet w niemieckim Marburgu.
- 1540 – Założono uniwersytet we włoskiej Maceracie.
- 1590 – Założono miasto Medan na Sumatrze.
- 1596 – I wojna angielsko-hiszpańska: flota angielska przełamała hiszpańską obronę i wysadziła desant, który zajął Kadyks.
- 1610 – W bazylice Saint-Denis został pochowany zamordowany 14 maja król Francji i Nawarry Henryk IV Burbon, natomiast jego serce złożono w kościele jezuitów w La Flèche.
- 1614 – Rozpoczęła się 10-letnia erupcja Etny.
- 1650 – W Lipsku ukazało się pierwsze wydanie najstarszego dziennika na świecie „Einkommende Zeitungen” .
- 1661 – Podpisano traktat pokojowy w Kardis kończący wojnę rosyjsko-szwedzką (1656-58).
- 1677 – VII wojna szwedzko-duńska: zwycięstwo floty duńskiej w bitwie w Zatoce Køge.
- 1690 – Wojna Francji z Ligą Augsburską: miażdżące zwycięstwo wojsk francuskich nad siłami sprzymierzonych w bitwie pod Fleurus.
- 1697 – Papież Innocenty XII erygował diecezję Blois we Francji.
- 1708 – Teofil został cesarzem Etiopii.
- 1770 – Kometa Lexella minęła Ziemię w odległości 2,2 mln km.
- 1782 – Wojna o niepodległość Stanów Zjednoczonych: amerykańscy kaprzy przeprowadzili rajd na Lunenburg w Nowej Szkocji.
- 1789 – W Bordeaux odbyła się premiera komicznego baletu-pantomimy Córka źle strzeżona.
- 1807 – VII wojna rosyjsko-turecka: zwycięstwo floty rosyjskiej w bitwie koło wyspy Lemnos.
- 1810 – Król Holandii Ludwik Bonaparte abdykował na rzecz swego syna Napoleona Ludwika.
- 1851 – Została aresztowana francuska seryjna trucicielka Hélène Jégado.
- 1858 – Na posiedzeniu Towarzystwa Linneuszowskiego w Londynie wygłoszono dwa przełomowe referaty streszczające wyniki badań Charlesa Darwina i Alfreda Russela Wallace’a dotyczących teorii ewolucji.
- 1861 – W Rzymie ukazało się pierwsze wydanie „L’Osservatore Romano”.
- 1862 – Wojna secesyjna: zwycięstwem Konfederatów zakończyła się bitwa siedmiodniowa.
- 1863:
  - Wojna secesyjna: rozpoczęła się bitwa pod Gettysburgiem.
  - Zniesiono niewolnictwo w Surinamie i na Antylach Holenderskich.
- 1866 – Wojna prusko-austriacka: rozpoczęła się kampania pruska nad Menem.
- 1867 – Wszedł w życie akt Konfederacji Kanady. Rocznica tej daty obchodzona jest w Kanadzie jako święto narodowe Canada Day.
- 1870 – Utworzono Departament Sprawiedliwości Stanów Zjednoczonych.
- 1873 – Wyspa Księcia Edwarda dołączyła do Konfederacji Kanady.
- 1878 – W Prizrenie w Serbii powstała Liga Albańska.
- 1879 – Ukazał się pierwszy numer wydawanej przez Świadków Jehowy „Strażnicy Syjońskiej” (obecnie znanej jako „Strażnica Zwiastująca Królestwo Jehowy”).
- 1881 – Wykonano pierwsze międzynarodowe połączenie telefoniczne pomiędzy miejscowościami St. Stephen (Nowy Brunszwik) w Kanadzie a Calais (Maine) w USA.
- 1890 – Wielka Brytania i Niemcy zawarły traktat na mocy którego wyspa Helgoland na Morzu Północnym przeszła pod kontrolę niemiecką, a Zanzibar pod brytyjską.
- 1895 – Rząd brytyjski proklamował Protektorat Afryki Wschodniej.
- 1898 – Wojna amerykańsko-hiszpańska: zwycięstwo wojsk amerykańsko-kubańskich w bitwie pod El Caney na Kubie.
- 1900 – Na zamku w Reichstadt (obecnie Zákupy) w Czechach następca tronu Austro-Węgier arcyksiążę Franciszek Ferdynand Habsburg poślubił hrabinę Zofię von Chotek.
- 1902 – Ukazało się pierwsze wydanie rumuńskiego studenckiego dwutygodnika kulturalno-literackiego „Luceafărul“.
- 1903 – Rozpoczął się 1. Tour de France.
- 1904:
  - W amerykańskim Saint Louis rozpoczęły się III Letnie Igrzyska Olimpijskie.
  - Założono niemiecki klub sportowy Bayer 04 Leverkusen.
- 1907 – Premiera francuskiego filmu krótkometrażowego Tunel pod kanałem La Manche w reżyserii Georges’a Mélièsa.
- 1910 – Otwarto nieistniejący już stadion baseballowy Comiskey Park w Chicago, na którym swoje mecze rozgrywał zespół Chicago White Sox.
- 1911:
  - Japońskie Hamamatsu uzyskało prawa miejskie.
  - Pod pretekstem ochrony niemieckich obywateli i przedsiębiorstw do portu w Agadirze w Maroku Francuskim wpłynęła niemiecka kanonierka „Pantera”, a na jego wodach terytorialnych pozostał krążownik „Berlin”, co doprowadziło do zaostrzenia drugiego kryzysu marokańskiego.
- 1912:
  - Marko Trifković został premierem i ministrem spraw zagranicznych Serbii.
  - Odbyła się ceremonia zawieszenia wiechy na szczycie Woolworth Building w Nowym Jorku, który do 1930 roku był najwyższym budynkiem na świecie (241 m).
  - Podczas olimpijskiego turnieju piłkarskiego w Sztokholmie reprezentacja Niemiec odniosła najwyższe zwycięstwo w swej historii pokonując Rosję 16:0, co jednocześnie jest jej najwyższą w historii porażką. Rekordowych 10 goli zdobył w tym meczu Gottfried Fuchs.
  - Przyjęto flagę stanową Luizjany.
  - W Palace Theatre w Londynie w obecności króla Jerzego V i królowej Marii odbyła się pierwsza gala Royal Variety Performance (jako Royal Command Performance).
- 1914 – Została założona południowoafrykańska Partia Narodowa (NP).
- 1915:
  - Założono brazylijski klub piłkarski Olaria Rio de Janeiro.
  - Założono luksemburski klub piłkarski Avenir Beggen.
- 1916:
  - I wojna światowa: rozpoczęła się bitwa nad Sommą.
  - Japońskie Okazaki uzyskało prawa miejskie.
  - Przyszły prezydent USA Dwight Eisenhower ożenił się w Denver z Mamie Doud.
  - U wybrzeży New Jersey doszło do pierwszego z serii ataków rekina lub rekinów na ludzi, w wyniku których do 12 lipca zginęły 4 osoby, a jedna została ciężko ranna.
- 1917 – W wojskowym zamachu stanu został obalony prezydent Republiki Chińskiej Li Yuanhong. Przywódca zamachowców Zhang Xun ogłosił krótkotrwałą restaurację monarchii i przywrócił na tron 11-letniego cesarza Puyi.
- 1918 – 134 osoby zginęły, a 250 zostało rannych w wyniku ekspozji 8 ton trotylu w fabryce amunicji w Chilwell koło Nottingham w Anglii.
- 1920:
  - Miasto Wałk zostało podzielone pomiędzy Łotwę (obecnie Valka) i Estonię (obecnie Valga).
  - Sir Herbert Samuel został pierwszym wysokim komisarzem Palestyny.
- 1921 – Założono Komunistyczną Partię Chin.
- 1925 – Założono największą i najstarszą uzbecką wytwórnię filmową Uzbekfilm.
- 1926 – Sformowano Szwedzkie Siły Powietrzne.
- 1933:
  - Dokonano oblotu prototypowego amerykańskiego samolotu pasażerskiego Douglas DC-1.
  - W Dreźnie odbyła się premiera opery komicznej Arabla z muzyką Richarda Straussa i librettem Hugo von Hofmannsthala.
- 1935 – Założono niemieckie przedsiębiorstwo produkujące autobusy i autokary Neoplan (jako Gottlob Auwärter GmbH & Co. KG).
- 1938:
  - Powstała agencja prasowa South African Press Association (SAPA).
  - W Kownie otwarto Ogród Zoologiczny.
- 1940:
  - Został utworzony Dywizjon 300 – pierwsza eskadra lotnictwa bombowego Polskich Sił Powietrznych w Wielkiej Brytanii.
  - Bitwa o Atlantyk: niemiecki U-Boot U-102 został zatopiony bombami głębinowymi przez brytyjski niszczyciel, w wyniku czego zginęła cała, 43-osobowa załoga.
  - W Tacomie w stanie Waszyngton oddano do użytku most wiszący, który 7 listopada tego roku wskutek silnego wiatru wpadł w drgania i zawalił się.
- 1941 – Atak Niemiec na ZSRR: oddziały Wehrmachtu wkroczyły do Rygi.
- 1942:
  - II wojna światowa w Afryce: rozpoczęła się I bitwa pod El Alamein.
  - Wojna na Pacyfiku: okręt podwodny USS „Sturgeon” zatopił na północ od Luzonu japoński statek „Montevideo Maru”, przewożący australijskich jeńców pojmanych w czasie bitwy o Rabaul. Spośród 1142 osób na pokładzie uratowano jedynie 17 członków japońskiej załogi.
- 1944:
  - Litewska Armia Wolności wydała rozkaz rozmieszczenia swoich jednostek w lasach i przygotowania do wojny partyzanckiej o niepodległość Litwy.
  - Rozpoczęła się konferencja w Bretton Woods.
- 1945 – Rozpoczęła się bitwa o Balikpapan w trakcie kampanii na Borneo.
- 1946 – Enrico De Nicola został pierwszym prezydentem Włoch.
- 1947 – Sformowano Filipińskie Siły Powietrzne.
- 1948 – Rozpoczął działalność Port lotniczy Johna F. Kennedy’ego w Nowym Jorku (jako New York International Airport).
- 1953 – Paso de los Toros w Urugwaju uzyskało prawa miejskie.
- 1954 – Utworzono Japońskie Siły Samoobrony.
- 1956 – Prasa radziecka opublikowała utajniony do tej pory, choć wcześniej znany na Zachodzie, fragment testamentu Włodzimierza Lenina ostrzegający przed samowładztwem Józefa Stalina.
- 1957 – W katastrofie należącego do Pakistan International Airlines samolotu Douglas DC-3 u wybrzeży Pakistanu Wschodniego (dzisiejszego Bangladeszu) zginęły wszystkie 24 osoby na pokładzie.
- 1958 – Amintore Fanfani został po raz drugi premierem Włoch.
- 1959:
  - Powstała Federacja Hokeja ZSRR.
  - Premiery filmów: Anatomia morderstwa w reżyserii Otto Premingera i Północ, północny zachód w reżyserii Alfreda Hitchcocka.
  - Założono Muzeum Transportu Szwajcarii w Lucernie.
- 1960:
  - Ghana została proklamowana republiką.
  - Somali Brytyjskie i Terytorium powiernicze Somalii (dawne Somali Włoskie) uzyskały niepodległość i utworzyły Somalię.
- 1962:
  - Burundi i Rwanda uzyskały niepodległość (od Belgii).
  - Julio Adalberto Rivera został prezydentem Salwadoru.
- 1966:
  - Julio César Méndez Montenegro został prezydentem Gwatemali.
  - NASA wystrzeliła sondę księżycową Explorer 33.
- 1967:
  - Fidel Sánchez Hernández został prezydentem Salwadoru.
  - Wszedł w życie europejski Układ o Fuzji z 8 kwietnia 1965 roku.
- 1968:
  - USA, Wielka Brytania, ZSRR i 58 innych państw podpisało Układ o nierozprzestrzenianiu broni jądrowej.
  - Założono holenderski klub piłkarski Fortuna Sittard.
- 1969:
  - Gustav Heinemann został prezydentem RFN.
  - W Las Vegas otwarto The Landmark Hotel and Casino.
- 1970:
  - Carlos Manuel Arana Osorio został prezydentem Gwatemali.
  - Założono holenderski klub piłkarski FC Utrecht.
- 1971 – Weszła w życie 26. poprawka do konstytucji USA, gwarantująca czynne prawo wyborcze 18-latkom.
- 1972 – Arturo Armando Molina został prezydentem Salwadoru.
- 1973:
  - Prezydent Richard Nixon utworzył Drug Enforcement Administration (DEA), której zadaniem jest egzekwowanie prawa zawartego w Controlled Substances Act z 1970 roku i „walka z narkotykami”, w tym sprawy narkotykowe związane z USA odbywające się poza granicami kraju.
  - W USA zniesiono powszechny i obowiązkowy pobór do wojska.
- 1974:
  - Kjell Eugenio Laugerud García został prezydentem Gwatemali.
  - Walter Scheel został prezydentem RFN.
- 1975 – Weszła w życie Konwencja o międzynarodowym handlu dzikimi zwierzętami i roślinami gatunków zagrożonych wyginięciem.
- 1976 – Portugalia przyznała autonomię Maderze.
- 1977:
  - Carlos Humberto Romero został prezydentem Salwadoru.
  - Reprezentantka NRD Marlies Göhr ustanowiła w Dreźnie rekord świata w biegu na 100 m (10,88 s).
- 1978:
  - Fernando Romeo Lucas García został prezydentem Gwatemali.
  - Powstał Ruch na rzecz Niepodległości Martyniki.
- 1979:
  - Japoński koncern Sony wprowadził na rynek walkmana.
  - Karl Carstens został prezydentem RFN.
- 1980:
  - Po raz pierwszy oficjalnie wykonano jako nowy hymn Kanady pieśń O Canada, która zastąpiła hymn Wielkiej Brytanii God Save the Queen.
  - W Kansas City oddano do użytku 40-kondygnacyjny hotel Hyatt Regency Crown Center.
- 1982 – Reynaldo Bignone został prezydentem Argentyny.
- 1984 – Richard von Weizsäcker został prezydentem RFN.
- 1987:
  - Rozpoczęło się drążenie tunelu pod kanałem La Manche.
  - Wszedł w życie Jednolity Akt Europejski (JAE).
- 1988 – Założono linie lotnicze Air China.
- 1989:
  - W Kijowie powstał Ludowy Ruch Ukrainy.
  - W Berlinie odbyła się pierwsza Love Parade.
- 1990 – Wprowadzono unię walutową, gospodarczą i socjalną pomiędzy RFN i NRD.
- 1991:
  - Przyjęto hymn Armenii.
  - Rozwiązano Układ Warszawski.
  - W Czechach utworzono Park Narodowy „Podyje”.
- 1994:
  - 80 osób zginęło w katastrofie samolotu Fokker F28 w Mauretanii.
  - Jaser Arafat powrócił do Strefy Gazy po 27 latach spędzonych na wygnaniu.
  - Real brazylijski został po 52 latach ponownie walutą narodową Brazylii.
  - Roman Herzog został prezydentem Niemiec.
- 1997:
  - Premiera komedii science fiction Faceci w czerni w reżyserii Barry’ego Sonnenfelda.
  - Wielka Brytania przekazała Chinom zwierzchnictwo nad Hongkongiem.
- 1999:
  - Johannes Rau został prezydentem Niemiec.
  - Rozpoczął działalność Europol.
- 2000 – Otwarto most nad Sundem łączący Szwecję z Danią.
- 2002:
  - W katastrofie polskiego autokaru z pielgrzymami na Węgrzech zginęło 19 osób, a 32 zostały ranne.
  - W wyniku zderzenia rosyjskiego Tu-154 z transportowym Boeingiem 757 nad południowymi Niemcami zginęło 71 osób, w tym 46 rosyjskich dzieci.
- 2004 – Horst Köhler został prezydentem Niemiec.
- 2005 – Rozpoczęła się faza operacyjna misji EUJUST LEX.
- 2006 – Uruchomiono Kolej tybetańską.
- 2007 – W Anglii wprowadzono zakaz palenia tytoniu w miejscach publicznych.
- 2008 – 5 osób zginęło, a ponad 300 zostało rannych w zamieszkach, które wybuchły w Ułan Bator na wieść o wygranej Mongolskiej Partii Ludowo-Rewolucyjnej w wyborach parlamentarnych.
- 2009:
  - Ricardo Martinelli został prezydentem Panamy.
  - Weszła w życie reforma administracyjna na Łotwie, która zniosła jednostki administracyjne wszystkich szczebli, wprowadzając w zamian 109 powiatów i 9 miast wydzielonych.
- 2010 – 50 osób zginęło, a ponad 200 zostało rannych w samobójczym zamachu bombowym na sufickie sanktuarium Data Durbar w pakistańskim mieście Lahaur.
- 2011 – Książę Monako Albert II Grimaldi poślubił byłą południowoafrykańską pływaczkę Charlene Wittstock.
- 2012:
  - 18 osób zginęło, a 40 zostało rannych w wyniku ataku islamistów z somalijskiej organizacji Asz-Szabab na chrześcijańskie kościoły w mieście Garissa we wschodniej Kenii.
  - Enrique Peña Nieto wygrał wybory prezydenckie w Meksyku.
  - Wprowadzono nowy podział administracyjny Moskwy.
  - W rozegranym w Kijowie finale turnieju Euro 2012 Hiszpania pokonała Włochy 4:0.
- 2013 – Chorwacja przystąpiła do Unii Europejskiej.
- 2014 – Juan Carlos Varela został prezydentem Panamy.
- 2016:
  - Austriacki Trybunał Konstytucyjny unieważnił II turę wyborów prezydenckich z 22 maja tego roku.
  - W ataku terrorystycznym na restaurację w stolicy Bangladeszu Dhace zginęło 29 osób (w tym 5 zamachowców), a 30 zostało rannych.
- 2018 – Otwarto dworzec kolejowy Belgrad Centralny, który zastąpił Belgrad Główny.
- 2019 – Laurentino Cortizo został prezydentem Panamy.
- 2022 – Inwazja Rosji na Ukrainę: 22 osoby zginęły, a 39 zostało rannych wyniku rosyjskiego ataku rakietowego na Serhijiwkę w obwodzie odeskim.
- 2023 – Xanana Gusmão został po raz drugi premierem Timoru Wschodniego.

## Eksploracja kosmosu
- 1997 – Rozpoczęła się misja STS-94 wahadłowca Columbia.
- 2004 – Sonda Cassini-Huygens weszła na orbitę Saturna.

## Urodzili się
- 1381 – Wawrzyniec Iustiniani, włoski duchowny katolicki, pierwszy patriarcha Wenecji, święty (zm. 1456)
- 1481 – Chrystian II Oldenburg, król Danii, Norwegii i Szwecji (zm. 1559)
- 1506 – Ludwik II Jagiellończyk, król Czech i Węgier (zm. 1526)
- 1515 – Anna Jagiellonka, polska królewna (zm. 1520)
- 1532 – Marino Grimani, doża Wenecji (zm. 1605)
- 1534 – Fryderyk II Oldenburg, król Danii i Norwegii (zm. 1588)
- 1544 – Iacopo Nigreti, włoski malarz (zm. 1628)
- 1549 – Decio Azzolini, włoski duchowny katolicki, biskup Cervii, kardynał (zm. 1587)
- 1567 – Charles de Lorraine-Vaudémont, francuski duchowny katolicki, biskup Metzu i Strasburga, kardynał (zm. 1607)
- 1586 – Claudio Saracini, włoski kompozytor (zm. 1630)
- 1593 – Albrecht Stanisław Radziwiłł, kanclerz wielki litewski, pamiętnikarz, pisarz religijny (zm. 1656)
- 1621 – Cornelis de Man, holenderski malarz, rysownik (zm. 1706)
- 1627 – Anna Maria, księżniczka Meklemburgii-Schwerin, księżna Saksonii-Weißenfels (zm. 1669)
- 1646 – Gottfried Wilhelm Leibniz, niemiecki matematyk, fizyk, filozof, historyk, prawnik, dyplomata, bibliotekarz (zm. 1716)
- 1650 – Maria Anna Teresa Wazówna, polska królewna (zm. 1651)
- 1654 – Ludwik Józef de Vendôme, francuski generał, marszałek Francji (zm. 1712)
- 1663 – Franz Xaver Murschhauser, niemiecki kompozytor (zm. 1738)
- 1691 – Ivan Dizma Florjančič de Grienfeld, słoweński matematyk, astronom, geodeta, kartograf (zm. po 1757)
- 1723 – Pedro Rodríguez Pérez, hiszpański arystokrata, polityk, naukowiec (zm. 1802)
- 1725 – Jean-Baptiste de Rochambeau, francuski generał, marszałek Francji (zm. 1807)
- 1742 – Georg Christoph Lichtenberg, niemiecki fizyk, satyryk, aforysta, krytyk sztuki (zm. 1799)
- 1772 – Rafael Esteve Vilella, hiszpański rytownik (zm. 1847)
- 1788 – Jean-Victor Poncelet, francuski wojskowy, inżynier, matematyk, fizyk, wykładowca akademicki (zm. 1867)
- 1791 – Michael Cresap Sprigg, amerykański polityk (zm. 1845)
- 1800 – Karl Witte, niemiecki prawnik, badacz twórczości Dantego (zm. 1883)
- 1801 – Alfred Wilhelm Volkmann, niemiecki fizjolog, anatom, filozof, wykładowca akademicki (zm. 1877)
- 1802 – Gideon Welles, amerykański polityk (zm. 1878)
- 1804 – George Sand, francuska pisarka (zm. 1876)
- 1808 – Artur Gołuchowski, polski generał, uczestnik powstania styczniowego (zm. 1893)
- 1813:
  - Abbas I, regent Egiptu, później wāli (gubernator) Egiptu, Sudanu, Hidżazu, Morei, Tasos i Krety (zm. 1854)
  - Ignacy Falzon, maltański duchowny katolicki, błogosławiony (zm. 1865)
- 1814 – Żegota Pauli, polski historyk, archeolog, etnograf (zm. 1895)
- 1818:
  - Josiah Gorgas, amerykański generał konfederacki (zm. 1883)
  - Ignaz Semmelweis, węgierski lekarz, pionier antyseptyki pochodzenia niemieckiego (zm. 1865)
- 1821 – Anatole Jean-Baptiste Antoine de Barthélemy, francuski archeolog, numizmatyk (zm. 1904)
- 1822 – Nguyễn Đình Chiểu, wietnamski poeta (zm. 1888)
- 1827 – August Silberstein, austriacki pisarz (zm. 1900)
- 1831:
  - Alberto Cracchi, włoski duchowny katolicki, biskup ordynariusz Pultu (zm. 1887)
  - Wojciech Gerson, polski malarz, historyk sztuki, tłumacz, pedagog (zm. 1901)
- 1840 – Edward Clodd, brytyjski bankier, pisarz, antropolog (zm. 1930)
- 1844 – Verney Lovett Cameron, brytyjski podróżnik, pisarz (zm. 1894)
- 1849:
  - Louis Welden Hawkins, francuski malarz pochodzenia brytyjskiego (zm. 1910)
  - Hugh Kelly, irlandzki wszechstronny sportowiec, sędzia i działacz sportowy (zm. 1944)
- 1850 – Florence Earle Coates, amerykańska poetka (zm. 1927)
- 1853 – Leon Grabski, polski szlachcic, przedsiębiorca, samorządowiec, polityk (zm. 1918)
- 1854 – Matthew Lindsay McPhail, amerykański działacz religijny, kompozytor pochodzenia szkockiego (zm. 1931)
- 1858:
  - Velma Caldwell Melville, amerykańska poetka, pisarka (zm. 1924)
  - Willard Metcalf, amerykański malarz, ilustrator, pedagog (zm. 1925)
  - Antonin Puzyński, polski szlachcic, carski urzędnik pocztowy, naczelnik miasta Nowa Buchara, malarz i rysownik amator (zm. 1926)
- 1860 – Carl Paal, austriacko-niemiecki chemik, wykładowca akademicki (zm. 1935)
- 1861 – Apoloniusz Kędzierski, polski malarz akwarelista, rysownik, ilustrator, dekorator (zm. 1939)
- 1862 – Ernest Greene, irlandzki rugbysta (zm. 1937)
- 1864 – Rudolf Martin, niemiecki antropolog, etnograf (zm. 1925)
- 1867 – Česlovas Sasnauskas, litewski kompozytor, organista (zm. 1916)
- 1868 – Józef Mikułowski-Pomorski, polski chemik, polityk (zm. 1935)
- 1869 – Antoni Orłowski, polski pisarz, dziennikarz, wydawca, humorysta, satyryk (zm. 1921)
- 1872:
  - Louis Blériot, francuski pilot, konstruktor lotniczy (zm. 1936)
  - Chalil Mutran, egipski poeta, prozaik, tłumacz, dziennikarz pochodzenia libańskiego (zm. 1949)
- 1873:
  - Alice Guy-Blaché, amerykańska reżyserka filmowa pochodzenia francuskiego (zm. 1968)
  - Andrass Samuelsen, farerski polityk, pierwszy premier Wysp Owczych (zm. 1954)
- 1874 – Jerzy Karol Kurnatowski, polski prawnik, ekonomista, publicysta (zm. 1934)
- 1877 – Józef Jan Perot Juanmartí, hiszpański duchowny katolicki, męczennik, błogosławiony (zm. 1936)
- 1878 – Czesław Lewandowski, polski przedsiębiorca, samorządowiec (zm. 1923)
- 1879:
  - Léon Jouhaux, francuski związkowiec, laureat Pokojowej Nagrody Nobla (zm. 1954)
  - Iver Lawson, amerykański kolarz torowy (zm. 1937)
- 1884 – Cyryl Karczyński, polski duchowny katolicki, Sługa Boży (zm. 1940)
- 1885:
  - Dorothea Mackellar, australijska poetka, pisarka (zm. 1968)
  - Yoʻldosh Oxunboboyev, radziecki i uzbecki polityk komunistyczny (zm. 1943)
- 1886 – Icchak Kacenelson, żydowski pisarz, pedagog, tłumacz (zm. 1944)
- 1887 – Arthur McCabe, australijski rugbysta (zm. 1924)
- 1888:
  - Alberto Magnelli, włoski malarz (zm. 1971)
  - Henry Thomas, brytyjski bokser (zm. 1963)
- 1889:
  - Ludwik Figlus, polski kapitan piechoty (zm. 1940)
  - Peter von Heydebreck, niemiecki polityk nazistowski, dowódca oddziałów Freikorpsu (zm. 1934)
  - Wiera Muchina, rosyjska rzeźbiarka (zm. 1953)
- 1891:
  - Nicolás Franco, hiszpański generał, inżynier, brat Francisco (zm. 1977)
  - Jan Hirsz, polski chorąży piechoty (zm. 1920)
- 1892:
  - James M. Cain, amerykański pisarz, dziennikarz (zm. 1977)
  - Jean Lurçat, francuski malarz, ceramik, ilustrator, artysta tkanin (zm. 1966)
- 1893:
  - Iwan Kodacki, radziecki polityk (zm. 1937)
  - Stanisław Kossowski, polski rotmistrz rezerwy (zm. 1942)
  - Władysław Pociecha, polski bibliotekarz, historyk (zm. 1958)
- 1894 – Józef Śron, polski chorąży piechoty, żołnierz AK (zm. 1952)
- 1896:
  - Olgierd Langer, polski ekonomista, dyplomata (zm. 1970)
  - Teofil Ruczyński, polski poeta, prozaik, działacz polonijny (zm. 1979)
- 1897:
  - Binjamin Arditi, izraelski polityk (zm. 1981)
  - Lucjan Korngold, polski architekt pochodzenia żydowskiego (zm. 1963)
  - Charles Mulder, belgijski bobsleista (zm. 1953)
  - Bert Schneider, kanadyjski bokser pochodzenia żydowskiego (zm. 1986)
- 1898:
  - Halina Borowikowa, polska pisarka, tłumaczka (zm. 1980)
  - Tadeusz Jędrzejewski, polski architekt (zm. 1939)
- 1899:
  - Charles Laughton, brytyjski aktor, reżyser filmowy (zm. 1962)
  - Konstandinos Tsatsos, grecki prawnik, wykładowca akademicki, polityk, prezydent Grecji (zm. 1987)
- 1901:
  - Stefan Antoni Dembiński, polski kapitan rezerwy artylerii, szef kontrwywiadu Muszkieterów (zm. 1974)
  - Irna Phillips, amerykańska aktorka, scenarzystka (zm. 1973)
  - Edward Ralski, polski porucznik kawalerii rezerwy, botanik, ekolog roślin, wykładowca akademicki (zm. 1940)
- 1902 – William Wyler, amerykański reżyser filmowy pochodzenia niemiecko-żydowskiego (zm. 1981)
- 1903 – Amy Johnson, brytyjska pilotka (zm. 1941)
- 1904:
  - Henryk Hlebowicz, polski duchowny katolicki, męczennik, błogosławiony (zm. 1941)
  - Karol Zbyszewski, polski publicysta, satyryk (zm. 1990)
- 1905 – Carl Stoltz, duński piłkarz (zm. 1977)
- 1906:
  - Jean Dieudonné, francuski matematyk (zm. 1992)
  - Wanda Jostowa, polska etnolog, muzealniczka, nauczycielka (zm. 2000)
  - Maciej Kalenkiewicz, polski podpułkownik AK, cichociemny (zm. 1944)
  - Estée Lauder, amerykańska założycielka koncernu kosmetycznego (zm. 2004)
- 1907:
  - Fabian von Schlabrendorff, niemiecki prawnik, oficer Wermachtu, uczestnik niemieckiego ruchu oporu (zm. 1980)
  - Bill Stern, amerykański komentator sportowy (zm. 1971)
- 1908:
  - Ed Gordon, amerykański lekkoatleta, skoczek w dal (zm. 1971)
  - Luis Regueiro, hiszpański piłkarz, trener (zm. 1995)
  - Bruno Wechner, austriacki duchowny katolicki, biskup Innsbrucku i Feldkirch (zm. 1999)
- 1909:
  - Madge Evans, amerykańska aktorka (zm. 1981)
  - Juan Carlos Onetti, urugwajski pisarz (zm. 1994)
  - Antonina Pirożkowa, rosyjska inżynier budownictwa (zm. 2010)
  - Emmett Toppino, amerykański lekkoatleta, sprinter (zm. 1971)
- 1910:
  - Glenn Hardin, amerykański lekkoatleta, płotkarz (zm. 1975)
  - Edward Shils, amerykański socjolog (zm. 1995)
- 1911:
  - Adam Nasielski, polski prawnik, kryminolog, pisarz (zm. 2009)
  - Józef Prończuk, polski agronom, profesor nauk rolniczych (zm. 2017)
  - Siergiej Sokołow, radziecki dowódca wojskowy, marszałek ZSRR, polityk, minister obrony (zm. 2012)
- 1912 – Pinchas Scheinman, izraelski polityk (zm. 1999)
- 1913:
  - Szäkyr Karsybajew, radziecki i kazachski polityk (zm. 1995)
  - Zenon Pieniążek, polski piłkarz, trener (zm. 1968)
- 1914:
  - Ahmad Hasan al-Bakr, iracki pułkownik, polityk, premier i prezydent Iraku (zm. 1982)
  - Christl Cranz, niemiecka narciarka alpejska (zm. 2004)
- 1915:
  - Bohdan Baranowski, polski historyk, orientalista, regionalista, profesor nauk humanistycznych (zm. 1993)
  - Willie Dixon, amerykański muzyk i wokalista bluesowy, producent muzyczny (zm. 1992)
  - Nguyễn Văn Linh, wietnamski polityk, sekretarz generalny Komunistycznej Partii Wietnamu (zm. 1998)
  - Jean Stafford(inne języki), amerykańska pisarka (zm. 1979)
  - Stefan Tomicki, polski podporucznik pilot (zm. 1943)
- 1916:
  - Olivia de Havilland, amerykańska aktorka (zm. 2020)
  - Franciszek Surma, polski porucznik pilot, as myśliwski (zm. 1941)
  - Iosif Szkłowski, rosyjski astronom, astrofizyk (zm. 1985)
- 1917 – Dorothy Maharam, amerykańska matematyk (zm. 2014)
- 1918 – Ajdin Arutiunian, radziecki major narodowości ormiańskiej (zm. 1990)
- 1919:
  - Jarosław Furgała, polski rzeźbiarz (zm. 2020)
  - Arnold Meri, estoński działacz komunistyczny, radziecki wojskowy (zm. 2009)
- 1920:
  - Harold Sakata, amerykański aktor, wrestler pochodzenia japońskiego (zm. 1982)
  - Lucidio Sentimenti, włoski piłkarz (zm. 2014)
  - Jaroslav Vejvoda, czeski piłkarz, trener (zm. 1996)
- 1921:
  - Artur Kaltbaum, polsko-szwedzki dziennikarz, publicysta i krytyk filmowy pochodzenia żydowskiego (zm. 2017)
  - Walter Arnold Kaufmann, niemiecko-amerykański filozof, tłumacz, poeta (zm. 1980)
  - Seretse Khama, botswański działacz niepodległościowy, polityk, prezydent Botswany (zm. 1980)
  - Henryk Kisiel, polski polityk, minister finansów, wicepremier (zm. 2000)
  - Juliusz Owidzki, polski reżyser radiowy (zm. 1996)
  - Magdolna Nyári-Kovács, węgierska florecistka (zm. 2005)
  - Jarosław Rudniański, polski filozof, psycholog, prakseolog, wykładowca akademicki (zm. 2008)
  - Jerzy Stefan Stawiński, polski pisarz, reżyser i scenarzysta filmowy (zm. 2010)
  - Michalina Wisłocka, polska lekarka, ginekolog, cytolog, seksuolog (zm. 2005)
- 1922:
  - Phil Bosmans, belgijski duchowny katolicki, pisarz (zm. 2012)
  - Riccardo Carapellese, włoski piłkarz (zm. 1995)
  - Józef Para, polski aktor, reżyser teatralny (zm. 2020)
- 1923:
  - Herman Chernoff, amerykański matematyk i statystyk
  - Kornél Pajor, węgiersko-szwedzki łyżwiarz szybki (zm. 2016)
  - Józef Petruk, polski generał brygady (zm. 2018)
  - Vladimír Ráž, czeski aktor (zm. 2000)
  - Zygmunt Rudomino, polski kontradmirał (zm. 1993)
- 1925:
  - Italo De Zan, włoski kolarz szosowy (zm. 2020)
  - Colin Figures, brytyjski oficer służb specjalnych (zm. 2006)
  - Farley Granger, amerykański aktor (zm. 2011)
  - Kłara Łuczko, rosyjska aktorka (zm. 2005)
- 1926:
  - George Leslie Brown, amerykański polityk (zm. 2006)
  - Fernando Corbató, amerykański informatyk pochodzenia hiszpańskiego (zm. 2019)
  - Juliusz Dankowski, polski pisarz (zm. 2006)
  - Robert Fogel, amerykański historyk, ekonomista, laureat Nagrody Banku Szwecji im. Alfreda Nobla w dziedzinie ekonomii (zm. 2013)
  - Antoni Frydel, polski generał brygady (zm. 2004)
  - Józef E. Mojski, polski geolog, geograf, geomorfolog (zm. 2020)
  - Hans Werner Henze, niemiecki kompozytor (zm. 2012)
  - Gheorghe Ursu, rumuński inżynier, dysydent, prozaik, poeta (zm. 1985)
- 1927:
  - Pierre-Benjamin Pranchère, francuski rolnik, polityk, eurodeputowany (zm. 2023)
  - Joseph Sartoris, amerykański duchowny katolicki, biskup pomocniczy Los Angeles (zm. 2025)
  - Chandra Shekhar, indyjski polityk, premier Indii (zm. 2007)
- 1928:
  - Andreas Aarflot, norweski duchowny luterański, biskup Oslo i Bergu
  - Esma Agolli, albańska aktorka (zm. 2010)
  - Michał Gajewski, polski wspinacz, ratownik i przewodnik górski, naczelnik Grupy Tatrzańskiej GOPR (zm. 2021)
  - Janusz Osuchowski, polski prawnik, politolog (zm. 2021)
- 1929:
  - Jan Bijak, polski dziennikarz (zm. 2014)
  - Gerald Edelman, amerykański biolog, biochemik, laureat Nagrody Nobla (zm. 2014)
  - Ödön Földessy, węgierski lekkoatleta, skoczek w dal (zm. 2020)
- 1930:
  - Margaret A. Brewer, amerykańska generał (zm. 2013)
  - Carol Chomsky, amerykańska lingwistka, pedagog pochodzenia żydowskiego (zm. 2008)
  - Anna Lisowska-Niepokólczycka, polska pisarka, autorka słuchowisk radiowych dla dzieci (zm. 1997)
  - Jewgienij Pticzkin, rosyjski kompozytor (zm. 1993)
  - Zygmunt Rolat, polski filantrop, działacz kulturalny, mecenas sztuki, biznesmen (zm. 2024)
  - Gonzalo Sánchez de Lozada, boliwijski przedsiębiorca, polityk, prezydent Boliwii
  - Józef Starczynowski, polski rzemieślnik, polityk, poseł na Sejm PRL (zm. 2001)
  - Stefan Szlachtycz, polski reżyser teatralny i filmowy
- 1931:
  - Raúl Belén, argentyński piłkarz (zm. 2010)
  - Leslie Caron, francuska aktorka, tancerka
  - Stanislav Grof, amerykański psycholog pochodzenia czeskiego
  - Antoni Jahołkowski, polski aktor (zm. 1981)
  - Kazimierz Koś, polski dyplomata (zm. 2017)
  - Seyni Kountché, nigerski wojskowy, polityk, przewodniczący Najwyższej Rady Wojskowej (zm. 1987)
  - Ștefan Petrescu, rumuński strzelec sportowy (zm. 1993)
- 1932:
  - Olgierd Fietkiewicz, polski harcmistrz, historyk harcerstwa, dziennikarz (zm. 2000)
  - Adam Harasiewicz, polski pianista
  - Iñaki Mallona Txertudi, hiszpański duchowny katolicki, biskup Arecibo (zm. 2021)
- 1933:
  - Rashied Ali, amerykański perkusista jazzowy (zm. 2009)
  - Felix Ayo, hiszpański skrzypek, wykonawca muzyki kameralnej (zm. 2023)
  - Paweł Lipowczan, polski pilot cywilny (zm. 1980)
  - Radivoje Ognjanović, serbski piłkarz, trener (zm. 2011)
  - Toini Pöysti, fińska biegaczka narciarska (zm. 2024)
- 1934:
  - Claude Berri, francuski reżyser filmowy (zm. 2009)
  - Jamie Farr, amerykański aktor
  - Jean Marsh, brytyjska aktorka, scenarzystka, pisarka (zm. 2025)
  - René-Victor Pilhes, francuski pisarz (zm. 2021)
  - Sydney Pollack, amerykański aktor, reżyser i producent filmowy (zm. 2008)
  - Janusz Szwaja, polski prawnik (zm. 2022)
- 1935:
  - James Cotton, amerykański muzyk, wokalista, autor tekstów (zm. 2017)
  - David Prowse, brytyjski aktor, sztangista, kulturysta (zm. 2020)
- 1936:
  - Syl Johnson, amerykański wokalista i gitarzysta bluesowy, producent muzyczny (zm. 2022)
  - Edward Nawarecki, polski informatyk, profesor nauk technicznych (zm. 2017)
  - Gerard Soeteman, holenderski reżyser i scenarzysta filmowy (zm. 2025)
  - Roger Staub, szwajcarski narciarz alpejski (zm. 1974)
- 1937:
  - Emilio Gabaglio, włoski nauczyciel, związkowiec, polityk, sekretarz generalny Europejskiej Konfederacji Związków Zawodowych (ETUC) (zm. 2024)
  - Marek Koter, polski geograf, wykładowca akademicki
  - Teodor Marszałek, polski komandor (zm. 2005)
  - Krzysztof Rau, polski aktor, reżyser teatrów lalkowych, profesor sztuk teatralnych (zm. 2022)
- 1938:
  - Jeanne Ashworth, amerykańska łyżwiarka szybka (zm. 2018)
  - Hariprasad Chaurasia, indyjski flecista
  - Ilana Karaszyk, izraelska lekkoatletka, sprinterka i skoczkini w dal
  - Aleksandr Kurlandski, rosyjski pisarz, scenarzysta (zm. 2020)
  - Laszlo Toth, australijski geolog pochodzenia węgierskiego (zm. 2012)
- 1939:
  - Karen Black, amerykańska aktorka (zm. 2013)
  - Tadeusz Blauth, polski koszykarz
  - Delaney Bramlett, amerykański wokalista, muzyk, producent muzyczny (zm. 2008)
  - Michał Seweryński, polski prawnik, polityk, minister edukacji narodowej, minister nauki i szkolnictwa wyższego
- 1940 – Craig Brown, szkocki piłkarz, trener (zm. 2023)
- 1941:
  - John Bani, vanuacki duchowny anglikański, polityk, prezydent Vanuatu
  - Bob Gansler, amerykański piłkarz, trener pochodzenia żydowskiego
  - Alfred Gilman, amerykański fizjolog, laureat Nagrody Nobla (zm. 2015)
  - Denis Michael Rohan, australijski podpalacz (zm. 1995)
  - Myron Scholes, amerykański ekonomista, prawnik, laureat Nagrody Banku Szwecji im. Alfreda Nobla w dziedzinie ekonomii
- 1942:
  - Geneviève Bujold, kanadyjska aktorka
  - Timothy Chin-Tien Yang, tajwański dyplomata, polityk
  - Andraé Crouch, amerykański wokalista gospel, kompozytor, producent muzyczny (zm. 2015)
  - Izzat Ibrahim ad-Duri, iracki wojskowy, polityk, minister spraw wewnętrznych, wiceprezydent (zm. 2020)
  - Karl-Heinz Henrichs, niemiecki kolarz torowy (zm. 2008)
- 1943:
  - Kazimierz Burnat, polski poeta, tłumacz, dziennikarz, publicysta
  - Benvenuto Italo Castellani, włoski duchowny katolicki, arcybiskup Lukki
  - Marian Glinka, polski aktor, kulturysta (zm. 2008)
  - Vlasta Seifertová, czeska lekkoatletka, sprinterka i skoczkini w dal
  - Jeff Wayne, amerykański kompozytor
- 1944:
  - Juliusz Jarończyk, polski fotograf, modelarz lotniczy i kosmiczny (zm. 2025)
  - Gunnar Larsson, szwedzki biegacz narciarski
  - Lew Rockwell, amerykański ekonomista, publicysta
- 1945:
  - Jane Cederqvist, szwedzka pływaczka (zm. 2023)
  - Debbie Harry, amerykańska wokalistka, członkini zespołu Blondie, aktorka
  - Eva Hoffman, polsko-amerykańska pisarka, historyk pochodzenia żydowskiego
  - Marek Motas, polski kompozytor, autor tekstów, satyryk, reżyser dźwięku (zm. 2007)
  - Altangerel Perle, mongolski paleontolog
  - Mladen Ramljak, jugosłowiański piłkarz (zm. 1978)
- 1946:
  - Stefan Aust, niemiecki dziennikarz
  - Irena Herbst, polska ekonomistka, polityk
  - Mireya Moscoso, panamska polityk, prezydent Panamy
  - Slobodan Santrač, serbski piłkarz, trener (zm. 2016)
  - Erkki Tuomioja, fiński ekonomista, polityk
- 1947:
  - Henryk Dasko, polski dziennikarz, eseista, tłumacz pochodzenia żydowskiego (zm. 2006)
  - Kazuyoshi Hoshino, japoński kierowca wyścigowy, przedsiębiorca
  - Salih al-Mutlak, iracki polityk
  - Andrzej Zieliński, polski chemik
- 1948:
  - Ever Hugo Almeida, paragwajski piłkarz, bramkarz, trener
  - Johnny Reklai, palauaski przedsiębiorca, polityk (zm. 2007)
  - Kacem Slimani, marokański piłkarz (zm. 1996)
- 1949:
  - John Farnham, australijski piosenkarz
  - Denis Johnson, niemiecki pisarz (zm. 2017)
  - Tadeusz Lubelski, polski historyk, teoretyk i krytyk filmowy, tłumacz
  - Rabban al-Qas, iracki duchowny chaldejski, biskup Amadija (zm. 2023)
  - Valeriu Tabără, rumuński agronom, wykładowca akademicki, polityk, minister rolnictwa (zm. 2025)
  - Janusz Wiśniewski, polski reżyser teatralny, scenograf, grafik, plakacista (zm. 2025)
- 1950:
  - David Duke, amerykański historyk, pisarz, polityk
  - Tadeusz Grega, polski zootechnik, wykładowca akademicki (zm. 2014)
  - Wasiliki Tanu-Christofilu, grecka prawnik, polityk, premier Grecji
- 1951:
  - Imre Gedővári, węgierski szablista (zm. 2014)
  - Abdoulkader Kamil Mohamed, dżibutyjski polityk, premier Dżibuti
  - Janusz Mond, polski aktor (zm. 2016)
  - Daria Nałęcz, polska historyk, wykładowczyni akademicka, naczelna dyrektor Archiwów Państwowych (zm. 2022)
  - Alaksandr Radźkou, białoruski pedagog, działacz społeczny i państwowy, minister oświaty
  - Fred Schneider, amerykański wokalista, perkusista, członek zespołu The B-52’s
  - Spot, amerykański producent muzyczny (zm. 2023)
- 1952:
  - Dan Aykroyd, kanadyjski aktor, reżyser filmowy
  - Yayi Boni, beniński ekonomista, polityk, prezydent Beninu
  - Leon Chancler, amerykański perkusista, członek zespołu Weather Report (zm. 2018)
  - Brian George, brytyjsko-izraelski aktor
  - Celestino Migliore, włoski duchowny katolicki, arcybiskup, nuncjusz apostolski
  - Joachim Zeller, niemiecki samorządowiec, polityk, eurodeputowany (zm. 2023)
- 1953:
  - Lawrence Gonzi, maltański polityk, premier Malty
  - David Gulpilil, australijski aktor, tancerz (zm. 2021)
  - Jadranka Kosor, chorwacka dziennikarka, polityk, premier Chorwacji
- 1954:
  - György Horkai, węgierski piłkarz wodny
  - Andrzej Lipski, polski historyk, polityk, poseł na Sejm RP (zm. 1996)
  - Herbert Zimmermann, niemiecki piłkarz
- 1955:
  - Krzysztof Ciebień, polski sinolog, urzędnik, dyplomata
  - Augusto De Luca, włoski fotograf, artysta
  - Nikolai Demidenko, rosyjsko-brytyjski pianista
  - Christian Estrosi, francuski polityk, samorządowiec, mer Nicei pochodzenia włoskiego
  - Li Keqiang, chiński prawnik, polityk, wicepremier i premier Chin (zm. 2023)
  - Vladimir Petrović, serbski piłkarz, trener
- 1956:
  - Antonio De Luca, włoski duchowny katolicki, biskup Teggiano-Policastro
  - Zbigniew Gawlik, polski piłkarz ręczny
  - Ryszard Gibuła, polski polityk, senator RP
  - Antanas Matulas, łotewski lekarz, polityk
- 1957:
  - Lisa Blount, amerykańska aktorka (zm. 2010)
  - Pierre Laurent, francuski polityk komunistyczny, dziennikarz
  - Konrad Napierała, polski dziennikarz, polityk, poseł na Sejm RP
  - Aleksandr Sawin, rosyjski siatkarz
- 1958:
  - Goran Čabrilo, serbski szachista
  - Ann Jansson, szwedzka lekkoatletka, chodziarka
  - Nancy Lieberman, amerykańska koszykarka pochodzenia żydowskiego
  - Louise Penny, kanadyjska pisarka
  - Božo Vuletić, chorwacki piłkarz wodny
- 1959:
  - Chung Hae-won, południowoafrykański piłkarz, trener (zm. 2020)
  - Volker Eckert, niemiecki seryjny morderca (zm. 2007)
  - Edem Efraim, brytyjski wokalista pochodzenia tureckiego, członek duetu London Boys (zm. 1996)
  - Naoji Itō, japoński piłkarz
  - Mohamed Lemine Ould Guig, mauretański polityk, premier Mauretanii
  - Dale Midkiff, amerykański aktor
  - Zbigniew Nowek, polski prawnik, oficer wywiadu, szef UOP i Agencji Wywiadu (zm. 2019)
  - Eliška Richtrová, czeska szachistka
  - Anne Smith, amerykańska tenisistka
- 1960:
  - Michael Glowatzky, niemiecki piłkarz
  - Mikael Håfström, szwedzki reżyser i scenarzysta filmowy
  - Evelyn King, amerykańska piosenkarka
  - Trevor Sargent, irlandzki nauczyciel, działacz ekologiczny, polityk
  - Janusz Stachyra, polski żużlowiec, trener
- 1961:
  - Zenon Burzawa, polski piłkarz, trener
  - Carl Lewis, amerykański lekkoatleta, sprinter i skoczek w dal
  - Fredy Schmidtke, niemiecki kolarz torowy (zm. 2017)
  - Carlo Simionato, włoski lekkoatleta, sprinter
  - Diana Spencer, księżna Walii, działaczka społeczna (zm. 1997)
  - Małgorzata Zwierzchowska, polska piosenkarka, flecistka (zm. 2013)
- 1962:
  - Andre Braugher, amerykański aktor (zm. 2023)
  - Rafał Bruski, polski samorządowiec, polityk, prezydent Bydgoszczy, wojewoda kujawsko-pomorski
  - Richard Ferrand, francuski polityk, przewodniczący Zgromadzenia Narodowego
  - Dominic Keating, brytyjski aktor
- 1963:
  - Marek Cholewa, polski hokeista
  - Edward Lu, amerykański fizyk, astronauta pochodzenia chińskiego
  - Ihar Żalazouski, białoruski łyżwiarz szybki (zm. 2021)
- 1964:
  - Guillermo Abanto Guzmán, peruwiański duchowny katolicki, biskup polowy Peru
  - Denise Fajardo, peruwiańska siatkarka
  - Augusto Paolo Lojudice, włoski duchowny katolicki, arcybiskup Sieny, kardynał
  - Tomasz Sobieraj, polski prozaik, poeta, eseista, krytyk literacki, fotograf
  - Franz Wohlfahrt, austriacki piłkarz, bramkarz
- 1965:
  - Carl Fogarty, brytyjski motocyklista wyścigowy
  - Ewa Kryńska, polska kulturystka
  - Agnieszka Liszewska, polska prawnik, wykładowca akademicki
  - Luis Antonio Valdéz, meksykański piłkarz
  - Harald Zwart, norweski aktor, reżyser, scenarzysta, producent i montażysta filmowy
- 1966:
  - Stéphan Caron, francuski pływak
  - Zita Funkenhauser, niemiecka florecistka
  - Ewa Marcinkowska, polska lekkoatletka, sprinterka
  - Patrick McEnroe, amerykański tenisista
- 1967:
  - Pamela Anderson, kanadyjska aktorka, modelka
  - Silvio Dissegna, włoski czcigodny Sługa Boży (zm. 1979)
  - Serhij Husiew, ukraiński piłkarz
  - Monika Jurek, polska nauczycielka, działaczka, wojewoda opolska
  - Marisa Monte, brazylijska piosenkarka
- 1968:
  - Alexandra Geese, niemiecka tłumaczka, polityk
  - Jordi Mollà, hiszpański aktor, scenarzysta i reżyser filmowy, malarz
  - Aleksandra Opalińska, polska poetka
  - Ihor Żabczenko, ukraiński piłkarz, trener
- 1969:
  - Damir Krstičević, chorwacki generał, menedżer, polityk
  - Alexander Krylov, rosyjsko-niemiecki socjolog, ekonomista
  - Patrick Malone, amerykański aktor
  - Mabel Mosquera, kolumbijska sztangistka
  - Krzysztof Szubert, polski przedsiębiorca, działacz gospodarczy, urzędnik państwowy
- 1970:
  - Jorge Couto, portugalski piłkarz
  - Miloš Doležal, czeski prozaik, poeta, publicysta
  - Joni Ernst, amerykańska polityk, senator
  - Marc Huster, niemiecki sztangista
  - Henry Simmons, amerykański aktor
  - Tajči, chorwacka piosenkarka
- 1971:
  - Aleh Antonienka, białoruski hokeista
  - Missy Elliott, amerykańska raperka, piosenkarka, producentka muzyczna
  - Krzysztof Frączek, polski matematyk
  - Julianne Nicholson, amerykańska aktorka
  - Radosław Rydlewski, polski śpiewak operowy (tenor)
  - Joanna Słowińska, polska wokalistka, skrzypaczka
  - Stephen Snedden, amerykański aktor
- 1972:
  - Dawit Bakradze, gruziński polityk
  - Claire Forlani, brytyjska aktorka
  - Bruno Kernen, szwajcarski narciarz alpejski
  - Steffi Nerius, niemiecka lekkoatletka, oszczepniczka
  - Anna Zalewska-Ciurapińska, polska piosenkarka
- 1973:
  - Mariastella Gelmini, włoska polityk
  - Béryl Laramé, seszelska lekkoatletka, skoczkini w dal
  - Ghouti Loukili, algierski piłkarz
  - Akhilesh Yadav, indyjski polityk
- 1974:
  - Edward Cecot, polski piłkarz
  - Jefferson Pérez, ekwadorski lekkoatleta, chodziarz
  - Octavi Pujades, hiszpański aktor
  - Maksim Suszynski, rosyjski hokeista
- 1975:
  - Sean Colson, amerykański koszykarz
  - Marcin Przybylski, polski aktor
  - Sufjan Stevens, amerykański piosenkarz, muzyk, kompozytor, autor tekstów, pisarz
  - Tatjana Tomaszowa, rosyjska lekkoatletka, biegaczka średniodystansowa
  - Łukasz Zagrobelny, polski piosenkarz, aktor
- 1976:
  - Patrick Kluivert, holenderski piłkarz
  - Rewaz Mindoraszwili, gruziński zapaśnik
  - Goran Nikolić, czarnogórski koszykarz
  - Ruud van Nistelrooy, holenderski piłkarz
  - Plies, amerykański raper
  - Rigobert Song, kameruński piłkarz
  - Szymon Ziółkowski, polski lekkoatleta, młociarz, polityk, poseł na Sejm RP
- 1977:
  - Jarome Iginla, kanadyjski hokeista pochodzenia nigeryjskiego
  - Helena Jaklitsch, słoweńska historyk, polityk
  - Balázs Molnár, węgierski piłkarz
  - Verónica Sánchez, hiszpańska aktorka
  - Liv Tyler, amerykańska aktorka
- 1978:
  - Yoshio Akeboshi, japoński piosenkarz, kompozytor
  - Wladimer Czanturia, gruziński bokser
  - Mark Hunter, brytyjski wioślarz
  - Aleki Lutui, tongański rugbysta
  - Paweł Nowak, polski rugbysta
- 1979:
  - Patrik Baboumian, ormiańsko-niemiecki strongman
  - Forrest Griffin, amerykański zawodnik MMA
  - Xavier de Le Rue, francuski snowboardzista
  - Piotr (Moskalow), ukraiński biskup prawosławny
  - Krzysztof Niedźwiecki, polski gitarzysta, wokalista, kompozytor, producent muzyczny
  - Martin Písařík, czeski aktor
  - Júlio Silva, brazylijski tenisista
  - Lanelle Tanangada, salomońska nauczycielka i polityczka
- 1980:
  - Rick Apodaca, portorykański koszykarz
  - Michael Berrer, niemiecki tenisista
  - Asłanbiek Chusztow, rosyjski zapaśnik pochodzenia kabardyjskiego
  - Olga Cygan, polska szpadzistka
  - Youssef Mohamad, libański piłkarz
  - Michał Orzechowski, polski didżej i producent muzyczny (zm. 2025)
  - Solange Soares, brazylijska siatkarka
- 1981:
  - Ałła Czeczelewa, rosyjska lekkoatletka, tyczkarka
  - Flavia Rigamonti, szwajcarska pływaczka
  - Robert Stefański, polski klarnecista
- 1982:
  - Bassim Abbas, iracki piłkarz
  - Anelija, bułgarska piosenkarka
  - Olga Ativi, łotewska siatkarka
  - Hilarie Burton, amerykańska aktorka
  - Russell Holmes, amerykański siatkarz
  - Mezo, polski raper
  - Dominika Mieszkowska, polska koszykarka
  - Odirlei Pessoni, brazylijski bobsleista (zm. 2021)
  - Joanna Skowrońska, polska gimnastyczka
  - Łukasz Śmigiel, polski pisarz, dziennikarz, wydawca
  - Tomoko Yonemura, japońska tenisistka
  - Marieta Żukowska, polska aktorka
- 1983:
  - Regina Burchardt, niemiecka siatkarka
  - Marit Larsen, norweska piosenkarka, autorka tekstów
  - Leeteuk, południowokoreański piosenkarz, autor tekstów, aktor, tancerz, prezenter radiowy i telewizyjny
  - Sheilla Tavares de Castro, brazylijska siatkarka
  - Yoshie Ueno, japońska judoczka
- 1984:
  - Răzvan Burleanu, rumuński działacz piłkarski
  - Jérémy Decerle, francuski rolnik, związkowiec, polityk, eurodeputowany
  - Aleksandr Panajotow, rosyjsko-ukraiński piosenkarz
  - Michele Rivera, salwadorska lekkoatletka, tyczkarka
  - Chaouki Ben Saada, tunezyjski piłkarz
  - Donald Thomas, bahamski lekkoatleta, skoczek wzwyż
  - Toontje Van Lankvelt, kanadyjski siatkarz pochodzenia holenderskiego
- 1985:
  - Mohamed Abdel-Shafy, egipski piłkarz
  - Cleavon Frendo, maltański piłkarz
  - Vanessa Gidden, jamajska koszykarka
  - Eva Lechner, włoska kolarka górska, szosowa i przełajowa
  - Taylor Rochestie, amerykańsko-czarnogórski koszykarz pochodzenia żydowskiego
  - Sebalter, szwajcarski piosenkarz, skrzypek
  - Léa Seydoux, francuska aktorka
  - Iiro Tarkki, fiński hokeista, bramkarz
- 1986:
  - Agnes Monica, indonezyjska piosenkarka, autorka tekstów, aktorka, tancerka, producentka muzyczna
  - Jérémy Amelin, francuski piosenkarz, autor tekstów, tancerz
  - Charlie Blakmoon, amerykański baseballista
  - Tatsuya Fukuzawa, japoński siatkarz
  - Takehiro Kanakubo, japoński zapaśnik
  - Giovanni Moreno, kolumbijski piłkarz
  - Karri Rämö, fiński hokeista, bramkarz
- 1987:
  - Azusa Aoki, japońska lekkoatletka, tyczkarka
  - Marius Mbaiam, czadyjski piłkarz
  - Aleksandra Petrović, serbska siatkarka
  - Jewgienij Tomaszewski, rosyjski szachista
- 1988:
  - Kristen Dozier, amerykańska siatkarka
  - Youlia Fedossova, francuska tenisistka
  - Martyna Klekot, polska kolarka szosowa, przełajowa i górska
  - Aleksandr Lesun, rosyjski pięcioboista nowoczesny
  - Sofiane Milous, francuski judoka
  - Hanna Rycharska, polska piłkarka ręczna
  - Dagmara Wozniak, amerykańska szablistka pochodzenia polskiego
- 1989:
  - Kent Bazemore, amerykański koszykarz
  - Mehdi Carcela-González, marokański piłkarz
  - Mitch Hewer, brytyjski aktor
  - Magdalena Holeksa, polska brydżystka
  - Teheivarii Ludivion, tahitański piłkarz
  - Hannah Murray, brytyjska aktorka
  - Farouk Ben Mustapha, tunezyjski piłkarz, bramkarz
  - Daniel Ricciardo, australijski kierowca wyścigowy
- 1990:
  - James Ennis, amerykański koszykarz
  - Lidia Fidura, polska bokserka
  - Lukas Geniušas, litewsko-rosyjski pianista
  - Jamal Ait Lmaalem, marokański piłkarz
  - Vujadin Savić, serbski piłkarz
  - Justin Watts, amerykański koszykarz
- 1991:
  - Mike Muscala, amerykański koszykarz
  - Lucas Vázquez, hiszpański piłkarz
  - Michael Wacha, amerykański baseballista
  - Laura Weightman, brytyjska lekkoatletka, biegaczka średniodystansowa
- 1992:
  - Ásgeir, islandzki piosenkarz, muzyk, autor tekstów
  - Sonja Greinacher, niemiecka koszykarka
  - Natalie Hagglund, amerykańska siatkarka
  - Kristen Hixson, amerykańska lekkoatletka, tyczkarka
  - Natalja Krotkowa, rosyjska siatkarka
  - Mia Malkova, amerykańska aktorka pornograficzna
  - Kirsten Moore-Towers, kanadyjska łyżwiarka figurowa
  - Aaron Sanchez, amerykański baseballista pochodzenia meksykańskiego
  - So Sim-hyang, północnokoreańska zapaśniczka
  - Lise Van Hecke, belgijska siatkarka
- 1993:
  - Anne Haast, holenderska szachistka
  - Raini Rodriguez, amerykańska aktorka, piosenkarka pochodzenia meksykańskiego
- 1994:
  - Charles Cooke, amerykański koszykarz
  - Montserrat González, paragwajska tenisistka
  - Tamirłan Kozubajew, kirgiski piłkarz
  - Chloé Paquet, francuska tenisistka
  - Jüri Pootsmann, estoński piłkarz
- 1995:
  - Mustafa Jusupow, kirgiski piłkarz
  - Ebenezer Ofori, ghański piłkarz
  - Krzysztof Piątek, polski piłkarz
- 1996:
  - Frank Boya, kameruński piłkarz
  - Drussyla Costa, brazylijska siatkarka
  - Ludovic Fabregas, francuski piłkarz ręczny
  - Dominik Olejniczak, polski koszykarz
  - Adelina Sotnikowa, rosyjska łyżwiarka figurowa
  - Wang Rong, chińska lekkoatletka, trójskoczkini
- 1997:
  - Mahir Emreli, azerski piłkarz
  - Simon Guglielmi, francuski kolarz szosowy
  - Grigorij Oparin, rosyjski szachista
- 1998:
  - Susan Bandecchi, szwajcarska tenisistka
  - Władysław Dubinczak, ukraiński piłkarz
  - Jordi Meeus, belgijski kolarz szosowy
  - Ondřej Pažout, czeski kombinator norweski
- 1999:
  - Charles Armstrong-Jones, brytyjski arystokrata
  - Alicja Falkowska, polska koszykarka
  - Matteo Jorgenson, amerykański kolarz szosowy
- 2000 – Wiktor Długosz, polski piłkarz
- 2001:
  - Diego Flores, salwadorski piłkarz
  - Evann Guessand, francuski piłkarz pochodzenia iworyjskiego
- 2002 – Mairbek Salimov, polski zapaśnik
- 2003:
  - Tate McRae, kanadyjska piosenkarka, autorka tekstów, tancerka
  - Storm Reid, amerykańska aktorka
- 2004 – Alejandro Garnacho, argentyński piłkarz
- 2006 – Fabian Held, austriacki skoczek narciarski

## Zmarli
- 251 – Trajan Decjusz, cesarz rzymski (ur. 201)
- 1109 – Alfons VI, król Kastylii i Leónu (ur. 1040)
- 1175 – Reginald de Dunstanville, angielski arystokrata (ur. 1110)
- 1321 – Maria de Molina, królowa i regentka Kastylii i Leónu (ur. ok. 1265)
- 1408 – Jean Gilles, francuski kardynał (ur. ?)
- 1413 – Pierre des Essarts, francuski polityk (ur. ?)
- 1492 – Jan z Targowiska, polski duchowny katolicki, biskup przemyski i chełmski, sekretarz królewski (ur. ?)
- 1515 – Giovanni Giocondo, włoski dominikanin, architekt, humanista (ur. ok. 1433)
- 1523:
  - Johann Esch, holenderski mnich, zwolennik reformacji, męczennik protestancki (ur. ?)
  - Hendrik Voes, holenderski mnich, zwolennik reformacji, męczennik protestancki (ur. ?)
- 1531 – (między 28 czerwca a 1 lipca) Tomasz Bederman, polski duchowny i teolog katolicki, kaznodzieja, wykładowca akademicki (ur. ?)
- 1537 – Maurycy Ferber, polski duchowny katolicki, biskup warmiński (ur. 1471)
- 1570 – Zofia Tarnowska, polska księżna (ur. 1534)
- 1589 – Christophe Plantin, niderlandzki drukarz, księgarz, introligator (ur. ?)
- 1592 – Marc Antonio Ingegneri, włoski kompozytor (ur. ok. 1547)
- 1614 – Isaac Casaubon, francuski filolog klasyczny, badacz dzieł antycznych (ur. 1559)
- 1681 – Oliver Plunkett, irlandzki duchowny katolicki, arcybiskup Armagh, prymas Irlandii, męczennik, święty (ur. 1625)
- 1688 – Jakub Rokitnicki, polski szlachcic, rotmistrz wojsk koronnych, chorąży dobrzyński, polityk (ur. ?)
- 1717 – Anna Zofia Oldenburg, księżniczka duńska, elektorowa Saksonii (ur. 1647)
- 1735 – Jean Ranc, francuski malarz (ur. 1674)
- 1736 – Ahmed III, sułtan Imperium Osmańskiego (ur. 1673)
- 1742 – Bohuslav Matěj Černohorský, czeski kompozytor, organista (ur. 1684)
- 1756 – Franciszek Maksymilian Ossoliński, polski podskarbi wielki koronny, pułkownik, polityk (ur. 1676)
- 1759 – Jan Idzi Wężyk, polski szlachcic, polityk, konfederat dzikowski (ur. ?)
- 1774 – Henry Fox, brytyjski arystokrata, polityk (ur. 1705)
- 1782 – Charles Watson-Wentworth, brytyjski arystokrata, polityk, premier Wielkiej Brytanii (ur. 1730)
- 1784 – Wilhelm Friedemann Bach, niemiecki kompozytor (ur. 1710)
- 1821 – Jules Cesar van Loo, francuski malarz (ur. 1743)
- 1824 – Lachlan Macquarie, brytyjski generał, administrator kolonialny (ur. 1762)
- 1839:
  - Seweryn Krzyżanowski, polski podpułkownik (ur. 1787)
  - Mahmud II, sułtan Imperium Osmańskiego (ur. 1785)
- 1843 – Domingo Caycedo, kolumbijski polityk (ur. 1783)
- 1847 – Georg Friedrich Kersting, niemiecki malarz (ur. 1785)
- 1853 – Branko Radičević, serbski poeta (ur. 1824)
- 1855:
  - Craven Berkeley, brytyjski arystokrata, polityk (ur. 1805)
  - Antonio Rosmini-Serbati, włoski filozof, błogosławiony (ur. 1797)
- 1860 – Charles Goodyear, amerykański wynalazca, przedsiębiorca (ur. 1800)
- 1863:
  - Wilhelm Gottlob Lasch, niemiecki farmaceuta, botanik, mykolog (ur. 1787)
  - John Reynolds, amerykański generał major (ur. 1820)
- 1865 – Ignacy Falzon, maltański duchowny katolicki, błogosławiony (ur. 1813)
- 1876:
  - Michaił Bakunin, rosyjski filozof, rewolucjonista, panslawista (ur. 1814)
  - Wilhelm Ramming, austriacki feldmarszałek (ur. 1815)
- 1881:
  - Rudolf Hermann Lotze, niemiecki logik, filozof (ur. 1817)
  - Henri Étienne Sainte-Claire Deville, francuski chemik (ur. 1818)
- 1884:
  - Allan Pinkerton, amerykański prywatny detektyw (ur. 1819)
  - Eduard Totleben, rosyjski hrabia, generał, polityk pochodzenia niemieckiego (ur. 1818)
- 1885 – Hermann von Fehling, niemiecki chemik (ur. 1811 lub 1812)
- 1887 – Julia Razumiejczyk, białoruska krawcowa, działaczka socjalistyczna (ur. 1866)
- 1889:
  - Apollo Hofmeister, polski ziemianin, działacz narodowy i społeczny, wojewoda brzeskolitewski w czasie powstania styczniowego, zesłaniec (ur. 1825)
  - José Joaquín Pérez, chilijski polityk, adwokat, prezydent Chile (ur. 1801)
  - Dominik Zbrożek, polski inżynier geodeta, wykładowca akademicki, polityk (ur. 1832)
- 1890 – Maria Wisnowska, polska aktorka (ur. 1861)
- 1891 – Mihail Kogălniceanu, rumuński historyk, publicysta, polityk, premier Rumunii (ur. 1817)
- 1893:
  - Maksymilian Łepkowski, polski ziemianin, polityk (ur. 1817)
  - Piotr Paweł Wierzbowski, polski duchowny katolicki, biskup sejneński (ur. 1818)
- 1894 – Julius van Zuylen van Nijevelt, holenderski dyplomata, polityk, premier Holandii (ur. 1819)
- 1895 – Petko Sławejkow, bułgarski poeta, folklorysta, publicysta, polityk (ur. 1827)
- 1896:
  - Kajetan Kraszewski, polski pisarz, muzyk, astronom, encyklopedysta (ur. 1827)
  - Harriet Beecher Stowe, amerykańska pisarka (ur. 1811)
- 1898 – Siegfried Marcus, austriacki mechanik, wynalazca (ur. 1831)
- 1901:
  - Viktor Karl Ludwig von Grumbkow, niemiecki generał (ur. 1849)
  - James Henderson Kyle, amerykański pastor, polityk (ur. 1854)
  - Wilhelm Schur, niemiecki astronom (ur. 1846)
- 1904 – George Frederick Watts, brytyjski malarz, rzeźbiarz (ur. 1817)
- 1905 – John Hay, amerykański dyplomata, polityk (ur. 1838)
- 1906 – Manuel García, hiszpański śpiewak operowy (baryton), pedagog (ur. 1805)
- 1908 – Antoni Trznadel, polski duchowny rzymskokatolicki, teolog, wykładowca akademicki (ur. 1857)
- 1909 – Henri Cazalis, francuski lekarz, poeta, intelektualista (ur. 1840)
- 1910:
  - Adam Kocko, ukraiński działacz studencki (ur. 1882)
  - Frank Charles Wachter, amerykański przedsiębiorca, polityk (ur. 1861)
- 1912 – Harriet Quimby, amerykańska pilotka (ur. 1875)
- 1920 – Delfim Moreira, brazylijski polityk, wiceprezydent i prezydent Brazylii (ur. 1868)
- 1923 – Konstantínos Theotókis, grecki pisarz (ur. 1872)
- 1925 – Erik Satie, francuski kompozytor (ur. 1866)
- 1928:
  - Atilano Cruz Alvarado, meksykański duchowny katolicki, męczennik, święty (ur. 1901)
  - Vjekoslav Klaić, chorwacki pisarz, historyk (ur. 1849)
  - Justyn Orona Madrigal, meksykański duchowny katolicki, męczennik, święty (ur. 1877)
  - Frankie Yale, amerykański gangster (ur. 1893)
- 1933 – Wincenty Drabik, polski malarz, scenograf (ur. 1881)
- 1934:
  - Ernst Röhm, niemiecki oficer, działacz nazistowski, założyciel i dowódca SA (ur. 1887)
  - Emil Sembach, niemiecki generał SS (ur. 1891)
- 1937 – Rowland Prothero, brytyjski polityk, pisarz (ur. 1851)
- 1940 – Ben Turpin, amerykański komik, aktor (ur. 1869)
- 1941:
  - Henryk Hescheles, polski dziennikarz, pisarz, tłumacz, krytyk literacki i teatralny pochodzenia żydowskiego (ur. 1886)
  - Jerzy Hulewicz, polski pisarz, malarz, grafik, teoretyk sztuki (ur. 1886)
  - Michaił Kaganowicz, radziecki polityk pochodzenia żydowskiego (ur. 1888)
  - Kazimierz Władysław Kumaniecki, polski major piechoty, prawnik, wykładowca akademicki, polityk, minister wyznań religijnych i oświecenia publicznego (ur. 1880)
  - Aaron Lewin, polski rabin, działacz społeczny, samorządowiec, polityk, poseł na Sejm RP (ur. 1879)
  - Jecheskiel Lewin, polski rabin, filozof (ur. 1897)
- 1942:
  - Jan Nepomucen Chrzan, polski duchowny katolicki, męczennik, błogosławiony (ur. 1885)
  - Jan Drzewiecki, polski kapitan rezerwy piechoty (ur. 1898)
  - Fran Ilešič, słoweński slawista, historyk literatury, wykładowca akademicki, publicysta (ur. 1871)
  - Stanisław Krzyżowski, polski harcerz, działacz konspiracji antyhitlerowskiej (ur. 1923)
  - Stanisław Nowogrodzki, polski historyk, mediewista, działacz konspiracji antyhitlerowskiej (ur. 1908)
  - (lub 30 czerwca) Tadeusz Pruszkowski, polski malarz, krytyk sztuki, pedagog (ur. 1888)
  - Bolesław Wieniawa-Długoszowski, polski generał dywizji, dyplomata, poeta, lekarz, dziennikarz (ur. 1881)
- 1944:
  - Carl Mayer, austriacki pisarz, scenarzysta filmowy (ur. 1894)
  - Tania Sawiczewa, rosyjska uczennica, autorka pamiętnika z oblężonego Leningradu (ur. 1930)
- 1946:
  - Augustyn Józef Czartoryski, polski książę (ur. 1907)
  - Liudas Gira, litewski pisarz, krytyk literacki, publicysta (ur. 1884)
- 1948:
  - Achille Varzi, włoski motocyklista i kierowca wyścigowy (ur. 1904)
  - Władysław Żwański, polski podpułkownik, uczestnik podziemia antykomunistycznego (ur. 1896)
- 1950:
  - Joe Abbott, brytyjski żużlowiec (ur. 1902)
  - Émile Jaques-Dalcroze, szwajcarski kompozytor (ur. 1865)
  - Fryderyk Pautsch, polski malarz (ur. 1877)
  - Eliel Saarinen, fiński architekt (ur. 1873)
  - Oscar Schiele, niemiecki pływak (ur. 1889)
- 1951 – Ignacy Nikorowicz, polski prozaik, dramaturg pochodzenia ormiańskiego (ur. 1866)
- 1952 – Fráňa Šrámek, czeski anarchista, redaktor, prozaik, poeta, dramaturg (ur. 1877)
- 1954:
  - Thea von Harbou, niemiecka aktorka (ur. 1888)
  - Tefik Mborja, albański prawnik, polityk faszystowski (ur. 1891)
- 1955:
  - Marquis Horr, amerykański lekkoatleta, kulomiot, dyskobol i młociarz (ur. 1880)
  - Auguste Marion, francuski strzelec sportowy (ur. 1876)
- 1958:
  - Rudolf Laban, węgierski tancerz, choreograf, teoretyk tańca (ur. 1879)
  - Scott Leary, amerykański pływak (ur. 1881)
- 1959 – Władysław Raczkowski, polski dyrygent, chórmistrz, pianista, kompozytor, pedagog (ur. 1893)
- 1960 – Hermann Neubacher, niemiecki polityk nazistowski, dyplomata (ur. 1893)
- 1961 – Louis-Ferdinand Céline, francuski pisarz (ur. 1894)
- 1963 – Camille Chautemps, francuski polityk, premier Francji (ur. 1885)
- 1964:
  - Ignacy Kozielewski, polski pedagog, dziennikarz, współtwórca harcerstwa polskiego (ur. 1882)
  - Pierre Monteux, francuski dyrygent (ur. 1875)
- 1965 – Pietro Bianchi, włoski gimnastyk (ur. 1883)
- 1967:
  - Leonard Piątek, polski piłkarz (ur. 1913)
  - Gerhard Ritter, niemiecki historyk, wykładowca akademicki (ur. 1888)
- 1968 – Oybek, uzbecki prozak, poeta, tłumacz, literaturoznawca (ur. 1905)
- 1971 – William Lawrence Bragg, australijski fizyk, laureat Nagrody Nobla (ur. 1890)
- 1972 – Mary Caldwell, amerykańska chemik, wykładowczyni akademicka (ur. 1890)
- 1974:
  - Juan Perón, argentyński wojskowy, polityk, prezydent Argentyny (ur. 1895)
  - Kick Smit, holenderski piłkarz, trener (ur. 1911)
- 1978:
  - Claude Eatherly, amerykański major lotnictwa (ur. 1918)
  - Władysław Kulesza, polski major piechoty, działacz niepodległościowy (ur. 1900)
  - Kurt Student, niemiecki generał, dowódca Luftwaffe (ur. 1890)
- 1979:
  - Zygmunt Berezowski, polski dziennikarz, polityk, poseł na Sejm RP, minister spraw wewnętrznych (ur. 1891)
  - Wsiewołod Bobrow, rosyjski piłkarz, hokeista, trener (ur. 1922)
  - Jan Edward Kucharski, polski pisarz (ur. 1914)
- 1980 – Charles Percy Snow, brytyjski pisarz (ur. 1905)
- 1981:
  - Marcel Breuer, węgierski architekt, projektant form przemysłowych (ur. 1902)
  - Zdeněk Burian, czeski malarz, ilustrator (ur. 1905)
  - Stefan Majchrowicz, białoruski filolog, publicysta, krytyk literacki pochodzenia polskiego (ur. 1908)
  - Rushton Moreve, amerykański basista, członek zespołu Steppenwolf (ur. 1948)
- 1983:
  - Buckminster Fuller, amerykański inżynier budowlany, architekt, kartograf, filozof (ur. 1895)
  - Erich Juskowiak, niemiecki piłkarz (ur. 1926)
  - Elżbieta Katolik, polska lekkoatletka, sprinterka i biegaczka średniodystansowa (ur. 1949)
- 1984:
  - Víctor Avendaño, argentyński bokser (ur. 1907)
  - Moshé Feldenkrais, izraelski fizyk, inżynier, sportowiec (ur. 1904)
  - Aleksiej Pawlenko, radziecki polityk (ur. 1904)
- 1985:
  - Jean Van Den Bosch, belgijski kolarz szosowy i torowy (ur. 1898)
  - Bogusław Leśnodorski, polski prawnik, historyk prawa (ur. 1914)
- 1986:
  - Jean Baratte, francuski piłkarz, trener (ur. 1923)
  - Antonina Barczewska, polska aktorka (ur. 1915)
- 1988:
  - Jan de Boer, holenderski piłkarz, bramkarz (ur. 1898)
  - Hermann Volk, niemiecki duchowny katolicki, biskup Moguncji, kardynał (ur. 1903)
- 1990 – Iwan Sierow, radziecki generał, szef KGB i GRU (ur. 1905)
- 1991:
  - Alfred Eisenbeisser, rumuński piłkarz, trener pochodzenia niemieckiego (ur. 1908)
  - Joachim Kroll, niemiecki seryjny morderca (ur. 1933)
  - Michael Landon, amerykański aktor, reżyser filmowy (ur. 1936)
- 1993 – Gert Hofmann, niemiecki germanista, pisarz (ur. 1932)
- 1994 – Helena Grossówna, polska aktorka, tancerka (ur. 1904)
- 1996 – Margaux Hemingway, amerykańska modelka, aktorka (ur. 1954)
- 1997:
  - Robert Mitchum, amerykański aktor (ur. 1917)
  - Gerd Wiltfang, niemiecki jeździec sportowy (ur. 1946)
- 1998:
  - Florence Bell, kanadyjska lekkoatletka, sprinterka (ur. 1910)
  - Barbara Orwid, polska aktorka (ur. 1909)
- 1999:
  - Edward Dmytryk, amerykański reżyser filmowy pochodzenia żydowskiego (ur. 1908)
  - Guy Mitchell, amerykański piosenkarz (ur. 1927)
  - Ernst Nievergelt, szwajcarski kolarz szosowy (ur. 1910)
  - Pandi Raidhi, albański aktor (ur. 1931)
  - Sylvia Sidney, amerykańska aktorka (ur. 1910)
  - William Whitelaw, brytyjski arystokrata, polityk (ur. 1918)
- 2000 – Walter Matthau, amerykański aktor (ur. 1920)
- 2001:
  - Nikołaj Basow, rosyjski fizyk, laureat Nagrody Nobla (ur. 1922)
  - Halina Czerny-Stefańska, polska pianistka, chopinistka, pedagog (ur. 1922)
  - Marek Denys, polski montażysta filmowy (ur. 1952)
- 2002 – Michaił Krug, rosyjski piosenkarz, kompozytor, poeta, bard (ur. 1962)
- 2003:
  - Dora Kacnelson, polska historyk pochodzenia żydowskiego (ur. 1921)
  - Nǃxau, namibijski aktor (ur. ok. 1943)
- 2004:
  - Peter Barnes, brytyjski dramaturg, reżyser, scenarzysta i producent filmowy (ur. 1931)
  - Marlon Brando, amerykański aktor (ur. 1924)
  - Jacques Ruffié, francuski hematolog, antropolog fizyczny (ur. 1921)
- 2005:
  - Iwan Kolew, bułgarski piłkarz (ur. 1930)
  - Luther Vandross, amerykański piosenkarz (ur. 1951)
- 2006:
  - Henryk Franczak, polski porucznik pilot (ur. 1918)
  - Ryūtarō Hashimoto, japoński polityk, premier Japonii (ur. 1937)
- 2008:
  - Mel Galley, brytyjski gitarzysta, kompozytor, autor tekstów, producent muzyczny, członek zespołów: Trapeze, Whitesnake, Finders Keepers i Phenomena (ur. 1948)
  - Adele Palmer, amerykańska kostiumografka (ur. 1915)
  - Szczepan Pieniążek, polski sadownik, wykładowca akademicki (ur. 1913)
  - Mirosław Sowiński, polski piłkarz, bramkarz (ur. 1956)
- 2009:
  - Alexis Argüello, nikaraguański bokser, polityk (ur. 1952)
  - Karl Malden, amerykański aktor pochodzenia czesko-serbskiego (ur. 1912)
  - David Pears, brytyjski filozof (ur. 1921)
  - Mollie Sugden, brytyjska aktorka (ur. 1922)
  - Józef Świątkiewicz, polski regionalista, działacz kulturalny, historyk amator, publicysta, biblofil, samorządowiec (ur. 1948)
  - Antoni Zębik, polski krótkofalowiec, konstruktor radiostacji Błyskawica (ur. 1914)
  - Ludmiła Zykina, rosyjska śpiewaczka operowa (mezzosopran) (ur. 1929)
- 2010:
  - Jeremy Bujakowski, indyjski narciarz alpejski (ur. 1939)
  - Tony Corinda, brytyjski magik, mentalista, przedsiębiorca (ur. 1930)
  - Jan (Rinne), fiński biskup prawosławny, zwierzchnik Fińskiego Kościoła Prawosławnego (ur. 1923)
  - Svend Skrydstrup, duński zapaśnik (ur. 1940)
  - Egidio Sterpa, włoski dziennikarz, polityk (ur. 1926)
- 2011:
  - Leslie Brooks, amerykańska aktorka (ur. 1922)
  - Willie Fernie, szkocki piłkarz (ur. 1928)
  - Jean-Louis Rosier, francuski kierowca wyścigowy (ur. 1925)
- 2012:
  - Alan Poindexter, amerykański komandor, pilot doświadczalny, astronauta (ur. 1961)
- 2013:
  - Stojan Ganew, bułgarski prawnik, pedagog, polityk, dyplomata (ur. 1955)
  - Juliusz Rawicz, polski dziennikarz (ur. 1936)
  - Ján Zlocha, słowacki piłkarz (ur. 1942)
- 2014:
  - Anatolij Kornukow, rosyjski generał armii, dowódca sił powietrznych (ur. 1942)
  - Regina Osowicka, polska publicystka, działaczka regionalna (ur. 1932)
  - Gérard Kango Ouédraogo, burkiński dyplomata, polityk, Górnej Wolty (ur. 1925)
  - Tibor Rafael, słowacki bokser (ur. 1970)
  - Barbara Rejduch, polska zootechnik, specjalistka w zakresie genetyki molekularnej, immunogenetyki i cytogenetyki zwierząt (ur. 1956)
  - Leszek Werner, polski organista, pedagog (ur. 1937)
  - Mariusz Zembrzuski, polski porucznik, żołnierz BCh prawnik, związkowiec (ur. 1923)
- 2015:
  - Janusz Bielak, polski żołnierz AK, działacz antyalkoholowy (ur. 1927)
  - Aleksandr Koczetkow, rosyjski piłkarz, trener (ur. 1933)
  - Jan Krzeczkowski, polski rugbysta, działacz sportowy (ur. 1935)
  - Robert La Caze, marokański kierowca wyścigowy (ur. 1917)
  - Czesław Olech, polski matematyk (ur. 1931)
  - Sergio Sollima, włoski reżyser i scenarzysta filmowy (ur. 1921)
  - Nicholas Winton, brytyjski makler, organizator transportu 669 żydowskich dzieci z okupowanych Czech do Wielkiej Brytanii (ur. 1909)
- 2016:
  - Yves Bonnefoy, francuski poeta, eseista, filozof (ur. 1923)
  - Antoni Cybulski, polski muzealnik, działacz kulturalny (ur. 1940)
  - Feliks Szpan, polski funkcjonariusz komunistycznego aparatu bezpieczeństwa (ur. 1924)
- 2017:
  - Wacław Derlicki, polski działacz samorządowy (ur. 1944)
  - Zbigniew Nawrocki, polski historyk (ur. 1959)
  - Ajan Sadykow, bułgarski piłkarz (ur. 1961)
  - Paweł (Saliba), libański duchowny prawosławny, biskup Patriarchatu Antiocheńskiego (ur. 1939)
- 2018:
  - Bożidar Dimitrow, bułgarski historyk, urzędnik państwowy, polityk (ur. 1945)
  - Zygmunt Kaczmarczyk, polski łyżwiarz figurowy, kolarz szosowy i przełajowy (ur. 1935)
  - Gillian Lynne, brytyjska balerina, choreografka, reżyserka teatralna i telewizyjna (ur. 1926)
- 2019:
  - Jerzy Andrzej Chmurzyński, polski biolog, zoolog, etolog (ur. 1929)
  - Bogusław Schaeffer, polski kompozytor, muzykolog, dramaturg, grafik, pedagog (ur. 1929)
- 2020:
  - Stanisław Michel, polski architekt (ur. 1927)
  - Georg Ratzinger, niemiecki duchowny katolicki, protonotariusz apostolski, brat papieża Benedykta XVI (ur. 1924)
  - Pedro Luis Ronchino, argentyński duchowny katolicki, biskup Comodoro Rivadavia (ur. 1928)
  - Aleksejs Vidavskis, łotewski polityk, samorządowiec, burmistrz Dyneburga (ur. 1943)
  - Bogusław Żurakowski, polski poeta, literaturoznawca, aksjolog, pedagog (ur. 1939)
- 2021:
  - Louis Andriessen, holenderski pianista, kompozytor (ur. 1939)
  - Antonio Cantisani, włoski duchowny katolicki, arcybiskup Catanzaro-Squillace (ur. 1926)
  - Jurij Dochojan, rosyjski szachista (ur. 1964)
  - Leszek Faliński, polski perkusista, klawiszowiec, członek zespołu Dżem (ur. 1958)
  - Vítězslav Vávra, czeski perkusista, piosenkarz (ur. 1953)
- 2022:
  - Irene Fargo, włoska piosenkarka (ur. 1962)
  - Raul Nicolau Gonsalves, indyjski duchowny katolicki, arcybiskup Goa i Damanu (ur. 1927)
  - Marek Rapacki, polski dziennikarz (ur. 1938)
  - Richard Taruskin, amerykański muzykolog, krytyk muzyczny (ur. 1945)
- 2023:
  - Wiktoria Amelina, ukraińska pisarka (ur. 1986)
  - Christian Dalger, francuski piłkarz, trener (ur. 1949)
  - Bogdan Miś, polski dziennikarz, matematyk, popularyzator nauki (ur. 1936)
  - Zofia Anna Starck, polska botanik, fizjolog roślin (ur. 1929)
  - Klaus Täuber, niemiecki piłkarz, trener (ur. 1958)
  - Stefan Żagiel, polski inżynier chemik, dziennikarz, publicysta, literat (ur. 1949)
- 2024:
  - Giorgio Biguzzi, włoski duchowny katolicki, biskup Makeni (ur. 1936)
  - Jeffrey Hopkins, amerykański tybetolog, tłumacz, działacz na rzecz Tybetu (ur. 1940)
  - Taras Hunczak, ukraiński historyk (ur. 1932)
  - Ismail Kadare, albański pisarz (ur. 1936)
  - Ryszard Kozłowski, polski historyk, wykładowca akademicki (ur. 1938)
  - Waldemar Kuchanny, polski dziennikarz, satyryk, redaktor naczelny tygodnika „NIE” (ur. 1966)
  - Falko Ochsenknecht, niemiecki aktor niezawodowy i piosenkarz (ur. 1984)
  - Maria Rosaria Omaggio, włoska aktorka (ur. 1957)
  - Robert Towne, amerykański reżyser i scenarzysta filmowy (ur. 1934)
- 2025:
  - Atenagoras (Anastasiadis), amerykański duchowny prawosławny, metropolita Meksyku, Panamy i Vize (ur. 1941)
  - Florence Delay, francuska aktorka, pisarka (ur. 1941)
  - Alex Delvecchio, kanadyjski hokeista, trener, działacz hokejowy (ur. 1931)
  - Jurij Dubrowny, ukraiński piłkarz, trener (ur. 1959)
  - Rinus Israël, holenderski piłkarz, trener (ur. 1942)
  - Michael Löwe, rumuński bokser (ur. 1968)
  - Max McAlary, australijski zapaśnik (ur. 1929)
  - Carl Mengeling, amerykański duchowny katolicki, biskup Lansing (ur. 1930)
  - Asahi Sakano, japoński skoczek narciarski (ur. 2005)
  - Jimmy Swaggart, amerykański duchowny zielonoświątkowy, pastor, teleewangelista, muzyk, pisarz (ur. 1935)